# 호이하

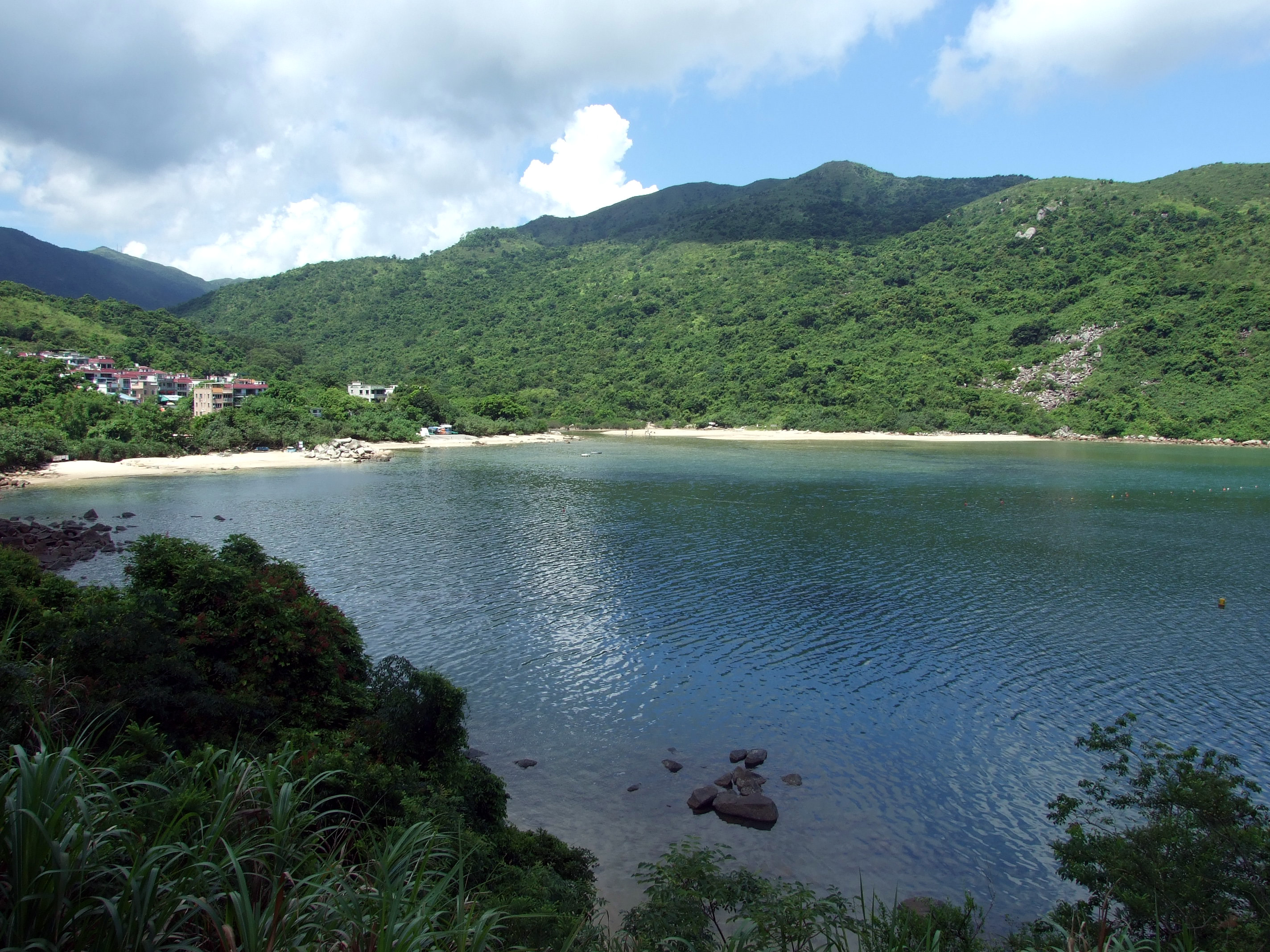
호이하 마을과 호이완

호이하(Hoi Ha, 海下, hoi2 haa6)는 홍콩 신계 사이궁반도 다이보구 호이완의 가장 안쪽에 있는 마을이다. 호이하의 가장 유명한 유산 장소들 중 하나는 석회를 굽던 가마다.
호이하라는 지명은 객가어로 해안가라는 뜻이다.

## 석회를 굽던 가마
호이하에는 석회를 굽던 가마 4개가 있는데 그 중 2개만 완전히 그대로 보존되고 있다. 이들 2개는 20세기 초에 마을 주민들에 의해 세워진 것으로 보이는데 근처 바다에서 난 산호와 조개로 석회가 만들어졌다. 가마는 잡석으로 세워졌고 벽돌로 안을 댔다. 석회 제작이 한때 번성했고 농업과 건축에 활용됐지만 제2차 세계 대전 이후 시멘트로 점차 대체됐다. 마을 주민들은 석회를 팔기 위해 홍콩섬으로 보트로 석회를 보냈다.